# ستو جرايسون
مارك ديون بالإنجليزية Marc Dionne  (من مواليد الـ25 يناير من عام 1989) ، المعروف باسم الحلبة ستو جرايسون ، هو مصارع محترف كندي. اشتهر بفترتيه في آول إليت ريسلينغ (إيه أي دبليو) من عام 2019 إلى عام 2022 ومن عام 2023 إلى عام 2024.
كان يُعرف سابقًا باسم ستوبفيد أو بلاير دوس ، و شكل فريق تاج تيم مع إيفل أونو تحت أسم سوبر سماش بروزرس في العديد من أتحادات المصارعة المحلية المستقلة في جميع أنحاء قارة أمريكا الشمالية، مثل ألفا -وان ريسلينغ ، وكابيتل سيتي تشامبيونشيب كومبات (سي*4)، و برو ريسلينغ غيريلا و التي يقع مقرها في ولايةكاليفورنيا الأمريكية (بي دبليو جي). و حققوا ألقاب مثل بطولة تشيكارا كامبونيس دي باريجاس للفرق مرة واحدة ، بطولة بي دبليو جي للفرق والفائزون ببطولة Dynamite Duumvirate Tag Team لعام 2012 من بي دبليو جي .

## مهنة المصارعة المحترفة

### إنترناشونال ريسلينغ سينديكات ( آي دبليو إس )
ظهر مارك ديون في حلبات اتحاد المصارعة الكندي إنترناشونال ريسلينغ سينديكات ( آي دبليو إس ) تحت اسم الحلبة ستوبفيد . وسرعان ما وجد شريكًا و اسس فريق زوجي بلاير أونو و شكلا فريق سوبر سماش بروس . و حقق الفريق النجاح حيث فاز ببطولة آي دبليو إس للفرق الزوجية . وظل يصارع في الاتحاد حتى تم أغلاقه في 9 أكتوبر 2010 

### تشيكارا ( من 2007 إلي 2010)

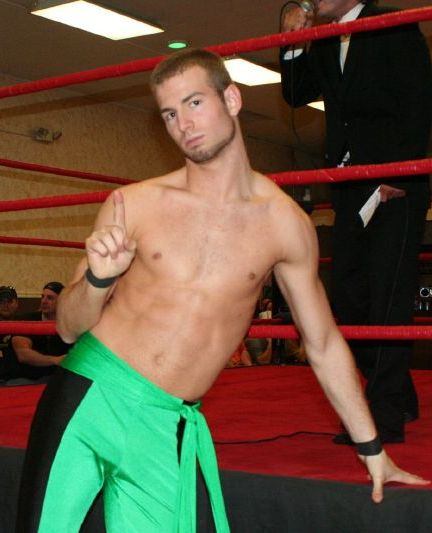
ديون و هو يصارع باسم ستوبفيد في نوفمبر 2008

ظهر ستوبفيد لأول مرة في حلبات اتحاد تشيكارا في عام 2007 باعتباره عضو من فريق سوبر سماش بروس ، في عرض CHIKARA The Sordid Perils Of Everyday Existence . و عاد للمشاركة في عرض كينج أوف تريوس ، وأصبح مصارعًا منتظمًا في الاتحاد. أصبح فريق سوبر سماش بروس الفريق الزوجي المفضل لدى المعجبين، ومع ذلك، فقد واجهوا صعوبة في تحقيق الانتصارات.  في أغسطس 2008، أعلن ستوبفيد تغيير شخصيته و اسم الحلبة الذي يظهر به من ستوبفيد إلى بلاير دوس ، بدأ فريق سوبر سماش بروس يحقق سلسلة انتصارات بلغت ذروتها في 21 سبتمبر 2008، أثناء عرض Laying In The Gutter, Looking At The Stars و هو أول عرض لاتحاد تشيكارا أقيم في الغرب الأوسط، عندما تمكنوا من الفوز على فريق أنكوهيرينس ( ديليريوس و هالوكيكيد )، لكي يصبحا ابطال تشيكارا كامبيونس دي باريجاس ( بطولة الفرق الزوجية ) .  لكن فترة حملهم للقب لم تدم طويلاً حيث انتهت فجأة 19 أكتوبر 2008 في عرض The Global Gauntlet: Night Two على يد فريق أوزيريان بورتال (أماسيس وأوفيديان ) في دفاعهم الأول . 
و في 16 أغسطس 2009، فاز بلاير دوس بكأس يونج ليونز السنوي السابع، حيث تغلب على كولن ديلاني في النهائيات. و خسر اللقب أمام تيم دونست في 31 يناير 2010 في عرض CHIKARA A Touch Of Class 
في عرض CHIKARA Terror In The Neighborhood . الذي أقيم في 24 أكتوبر 2010، تعاون بلاير دوس مع زميله في الفريق بلاير أونو وصارع آخر مباراة له في اتحاد تشكيارا ضد فريق بي دي كيه سارا ديل ري و ديزي هايز و خسروا نزالهم . 

### حلبة الشرف ( أر أوه أتش ) (منذ 2009 حتى 2010)

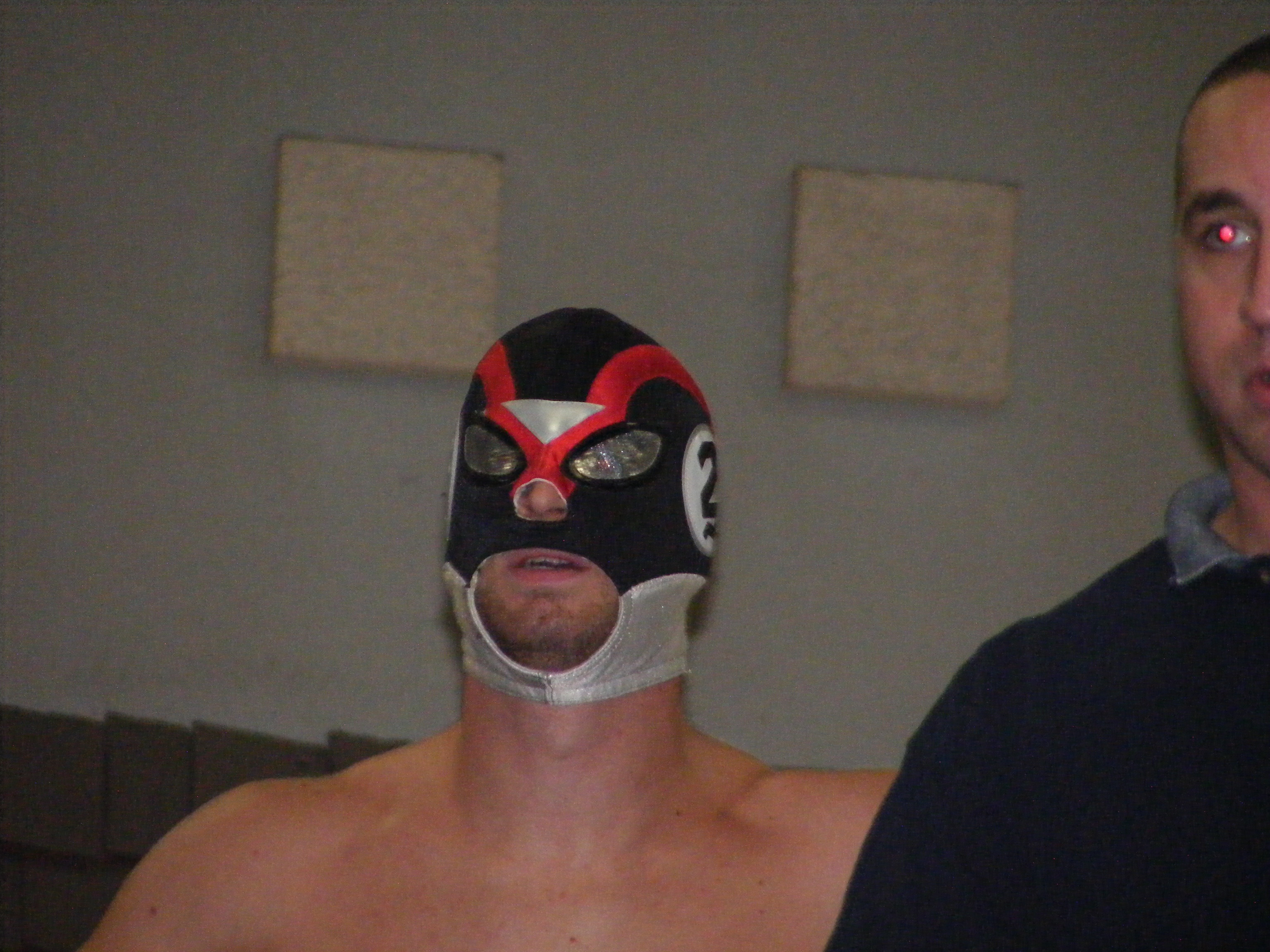
ديون حيث يؤدي دور بلاير دوس في أغسطس 2010

في الـ18 أبريل من عام 2009، ظهر ديون لأول مرة في حلبة اتحاد رينغ أوف أونر في عرض ROH Tag Title Classic كبديل للمصاب إيل جنيريكو ، تحت اسم الحلبة جينريكو دوس ، في مباراة فرق ثلاثية حيث هُزم هو وكيفن ستين وكيني أوميغا أمام أوستن أريس. وريت تيتوس وكيني نغ . ظهر فريق سوبر سماش بروس لأول مرة في أتحاد رينج أوف أونر كفريق في 8 مايو 2009 عرض Never Say Die ، وخسر أمام فريق ريت تايتوس و كيني كينج .  في 25 يوليو 2009 في تورنتو، أونتاريو، في عرض Death Before Dishonor VII Night 2، سجلوا فوزًا مفاجئًا على أبطال رينج أوف أونر السابقين للفرقكيفن ستين وإل جينريكو .  و في حلقة رينج أوف أونر ريسلينغ بتاريخ 9 نوفمبر 2009 على HDNet ، سجلوا ظهورهم لأول مرة في العرض في مباراة العودة، حيث هزموا أمام ستين و إيل جينيريكو  و في عرض ROH Epic Encounter III، صارع بلاير دوس ضد كيفن ستين حيث خسر أمام ستين . بينما تعاون مع بلاير أونو في الكثير من مباريات الفرق الزوجية في عروض رينج أوف أونر الاسبوعية التي تبث على HDNet في ذلك الوقت مثل ضد فريق الذئات الأمريكية و ذا كينجس أوف ريسلينغ . و منذ صيف 2010، لم يظهر بلاير دوس في الشركة منذ ذلك الحين.

### بوابة التنين الولايات المتحدة الأمريكية (2012)
في 28 يناير 2012، ظهر فريق سوبر سماش بروز. لأول مرة في أتحاد دراجون غيت يو إس إيه ، حيث تغلبوا على فريق ذا سكين (كاليب كونلي وسكوت ريد) في مباراة فرق.  في اليوم التالي، حققوا فوزًا آخر على فريق دي يو أف ( أريك كانون وبينكي سانشيز)، وبعد ذلك طلب أونو فرصة على بطولة أوبن ذا يونيتيد جيت .  و ظلت سلسلة انتصاراتهم مستمرة حتى انتهت سلسلة انتصاراتهم في 2 نوفمبر 2012 ، عندما هزموا أمام فريق جينكي هوريجوتشي وريو سايتو في مباراة الفريق المنافس رقم واحد على بطولة Open the United Gate. 

### برو ريسلنغ جيريلا (منذ 2011 حتى 2013 و 2019)

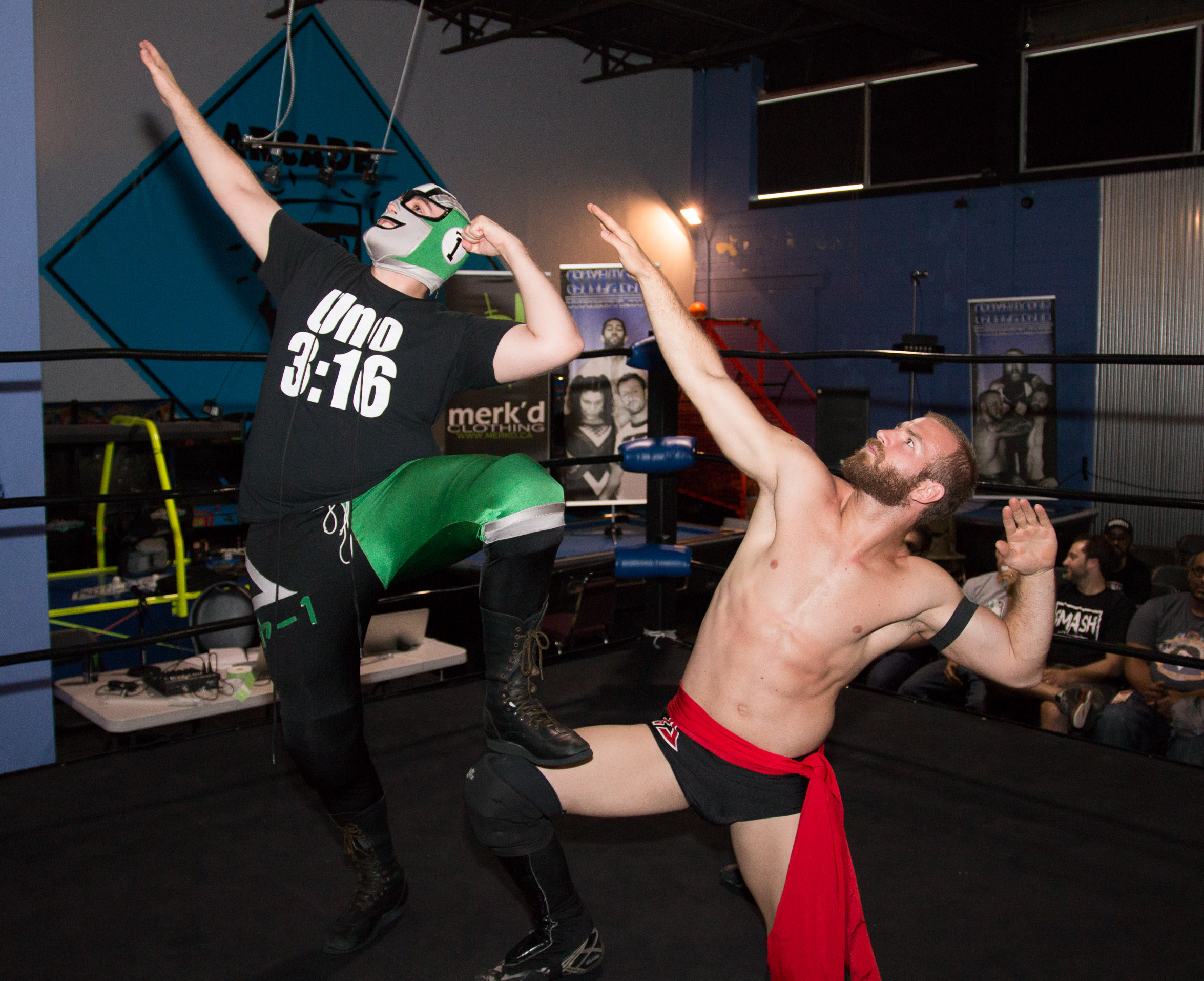
فريق سوبر سماش بروس. - بلاير أونو (يسارًا بالقناع) و ستو دوس يؤديان وضعيتهما المميزة داخل الحلبة

في 10 سبتمبر 2011، ظهر ستوبفيد لأول مرة في أتحاد برو ريسلينح جيريلا (بي دبليو جي ) كعضو في فريق سوبر سماش بروس . مع بلاير أونو. في مباراتهم الأولى، واجهوا فريق روكنيس مونيستر RockNES Monsters (جوني جودتايم و جوني يوما )، وهو فريق يؤدي شخصية مماثلة لألعاب الفيديو، حيث خسرا أول نزال لهما .  عاد فريق سوبر سماش بروز للظهور في عروض الاتحاد . في 10 ديسمبر 2011، وخسرا هذه المرة مباراة ضد فريق الذئاب الأمريكية ( دافي ريتشاردز وإدي إدواردز ).  حقق فريق Super Smash Bros. فوزه الأول في PWG في 17 مارس 2012، بفوزه على أبطال PWG World Tag Team السابقين مرتين، وThe Young Bucks (مات ونيك جاكسون)، ووحوش RockNES في مباراة ثلاثية. .  في 21 أبريل، هزم فريق Super Smash Bros. The Young Bucks في الجولة الافتتاحية، وFuture Shock ( Adam Cole وKyle O'Reilly ) في نصف النهائي، و2 Husky Black Guys ( El Generico وWillie Mack ) في الجولة النهائية. فز ببطولة Dynamite Duumvirate Tag Team لعام 2012 وأصبح المتنافس الأول على بطولة PWG World Tag Team . 
في 25 مايو، هزم فريق Super Smash Bros فريق The Young Bucks في مباراة بدون استبعاد ليفوز ببطولة PWG World Tag Team الشاغرة.   قدم فريق Super Smash Bros أول دفاع ناجح عن لقبه في 21 يوليو في حدث Threemendous III ، وهو حدث الذكرى السنوية التسع لـ PWG، حيث هزموا Future Shock وThe Young Bucks في مباراة سلم ثلاثية.  في 1 ديسمبر الساعة Mystery Vortex ، حقق فريق Super Smash Bros ثاني دفاع ناجح على بطولة بي دبليو جي العالم للفرق ضد روكنيس مونستير . في وقت لاحق من نفس الحدث، تم هزيمتهم من قبل دوجو بروس (إيدي إدواردز و رودريك سترونج ) في مباراة ليست على اللقب.   في 12 يناير 2013، خسر فريق سوبر سماش بروس . بطولة بي دبليو جي العالم للفرق الزوجية أمام أنبريكابول فان ماشينس ( براين كيدج ومايكل إلغن ) في الجولة الافتتاحية في عرض Dynamite Duumvirate Tag Team لعام 2013 . 

### كل مصارعة النخبة (2019-2022، 2023-2024)
ظهر ستو جريسون و إيفيل أونو لأول مرة بشكل مفاجئ باسم فريق ذا دارك أوردر في AEW Double or Nothing الذي أقيم في 25 مايو 2019، حيث ظهرا في ختام المباراة بين فريق بيست فريندس و أنجيليكو و جاك إيفانز. بعد انتهاء المباراة، انطفأت الأضواء وعندما عادت، ظهر حرايسون وأونو في الحلبة. انطفأت الأضواء للمرة الثانية، وعندما عادت، أحاط أتباع ملثمون بالحلبة. ثم هاجم اعضاء العصابة الرجال الأربعة. وبعد الهجوم انطفأت الأضواء مرة أخرى و اختفوا. و في 2 مايو 2022، تم الإعلان عن انتهاء عقد جرايسون، حيث فشل الجانبان في التوصل إلى اتفاق لإعادة التوقيع. في 14 أكتوبر 2022 ، ظهر ستو في حلقة منعرض رامبيح في مقطع خلف الكواليس حيث ذكر الدارك أوردار أنهم لا يستطيعون القدوم إلى بلاده (كندا) دون ظهوره معهم . تم إعاد توقيعه مع الاتحاد وظهر مرة أخري في عرض دايناميت بتاريخ 15 مارس 2023 . في 1 أبريل 2024، تم الإعلان عن تسريح غرايسون من AEW، منهيًا فترة عمله الثانية مع الشركة. 

## أسلوب المصارعة المحترفة وشخصيتها
في اتحاد تشيكارا، اعتمد ستوبفيد في الشخصية التي يقمصها ومجموعة الحركات والملابس مقتبسة من ألعاب الفيديو، وبشكل أكثر تحديدًا العاب الاجهزة نينتندو إنترتينمنت سيستم وسوبر نينتندو إنترتينمنت سيستم . كانت إحدى ما يميز شخصيته هي ارتداء الجوارب الضيقة التي كان بها جيب على جانب واحد حول وحدة تحكم إن إي أس . على سبيل المثال، إذا تم إدخال خرطوشة لعبة طفل الكاراتيه في الفتحة، فيبدأ في القيام بالسلوكيات المتعلقة باللعبة. في السنوات الأخيرة، تحول إلى ارتداء الجوارب العادية.

## الحياة الشخصية
يمتلك ديون شركة صغيرة لبيع الأرضيات. 

## البطولات والإنجازات

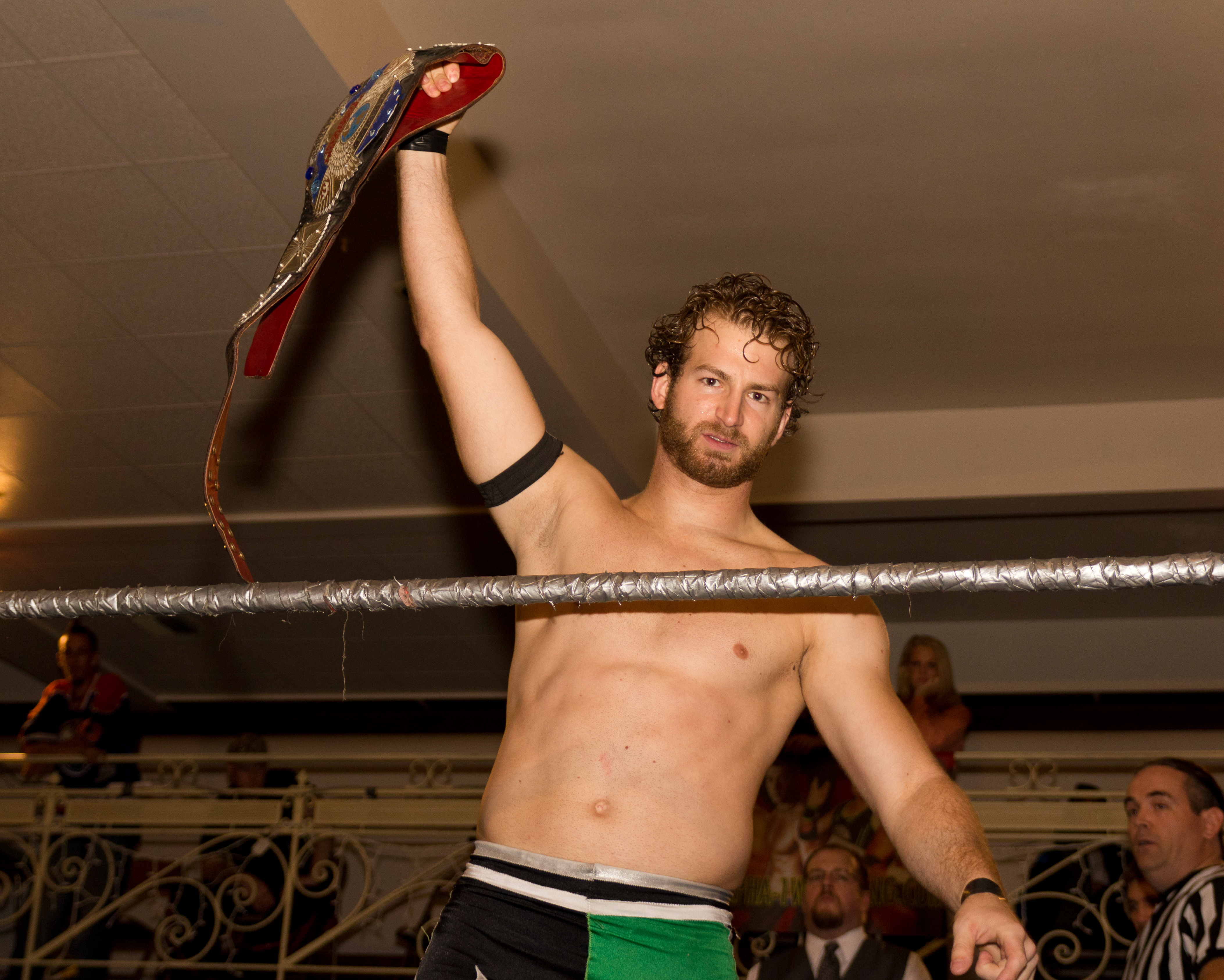
بلاير دوس يحمل بطولة ألفا -1 للفرق

## روابط خارجية
- [http://www.imdb.com/name/nm5055106/ Marc Dionne

] في قاعدة بيانات الأفلام على الإنترنت
- Player Dos's Chikara profile
- Stu Grayson's profile at Cagematch.net, Wrestlingdata.com, Internet Wrestling Database

قالب:Chikara Campeonatos de Parejas